# ハルビン市の歴史

ハルビン市の位置

ハルビン市の歴史（ハルビンしのれきし、英語: History of Harbin）では、中華人民共和国黒竜江省に位置する副省級市であるハルビン市の歴史を詳述する。

## 概要
ハルビンは、村は古くからあったものの、現在のハルビンのような「都市」とはなっていなかった。ハルビン市が「都市」になっていったのは1896年からである。1896年、ロシア帝国が東清鉄道を建設したことにより多くのロシア人が移住し、人々の動きは活発となった。また、1917年のロシア革命により白軍の残兵や、迫害を恐れたロシア系ユダヤ人が流入した。これらの異国民の移住によってハルビンは急速に発展、多くのロシア建築が建造された。満洲事変以後は満洲国の領土となり、731部隊司令部が設置されるなどした。その後、満洲国滅亡後は行政機能をいち早く回復、その後第一次五カ年計画で急成長を遂げ、文化大革命などによる被害を受けながらも、中国の大都市としての地位を確立した。
このような歴史から、ハルビンは「中国なのかロシアなのか」と言われるほどロシア帝国の影響を強く受けている。しかし、ロシア帝国の影響を強く受けながらも、典型的なロシアの雰囲気とも違うハルビン特有の雰囲気を作り出している。デイヴィッド・D・バックは、ハルビンを「鉄道都市」とカテゴライズしている。なぜ「鉄道都市」なのか、それは前述のように東清鉄道を巡って主にロシア帝国、清・中華民国、大日本帝国で利権争いが起き、その中で発展した都市だからである。

ジェームズ・H・カーターは次のように述べている。

ハルビン都心部には中国人、ロシア人、その他のヨーロッパ人などによる幾つもの小規模なコミュニティがあったが、そのどれもが「本当の」ハルビンとは呼べない。

## 先史時代～古代
ハルビン市人民政府によると、最低でも約22000年前、旧石器時代後期には人間の活動が見られている。ハルビンの最古の遺跡として、ハルビン西部の郊外で発見された閻家崗遺跡が挙げられる。閻家崗遺跡では1982年から1985年にかけて発掘作業が行われ、人間の頭蓋骨の化石が発見された。この人間の頭蓋骨の化石は「ハルビンマン」と称され、「ハルビンマン」の他にも同遺跡では31種類の脊椎動物の化石、9つの石器、いくつかの骨器、焼けた骨と破片が発見された。2021年6月25日には、1930年代初頭に発見された人間の頭蓋骨が新種のヒトの頭蓋骨であることが判明、14万6000年前のものだと判明し、「ホモ・ロンギ（通称ドラゴンマン）」と命名された。
その後約5000年前になると、新石器時代に突入する。そして、約3000年前、殷王朝末期（晩殷時代）には青銅器を使用するようになる。
そして、殷末期から西周中期にかけてハルビンは、黒竜江省に属する地域としては最古の文化である白金宝文化圏となる。西周の資料によるとハルビンの人々は、独自で制作した矢や石器を進貢し西周に服従を示したとされている。またこのころには舜を起源として、夏・殷から周（紀元前23世紀から紀元前5世紀）にかけて粛慎一族の故郷として、ハルビンは著名であった。
漢代には夫余の一部に、南北朝時代には、北支族の居住地として、隋・唐代は靺鞨の一部に属した。その後、渤海国の一部となる。

## 中近世

### 金王朝の首都としての発展

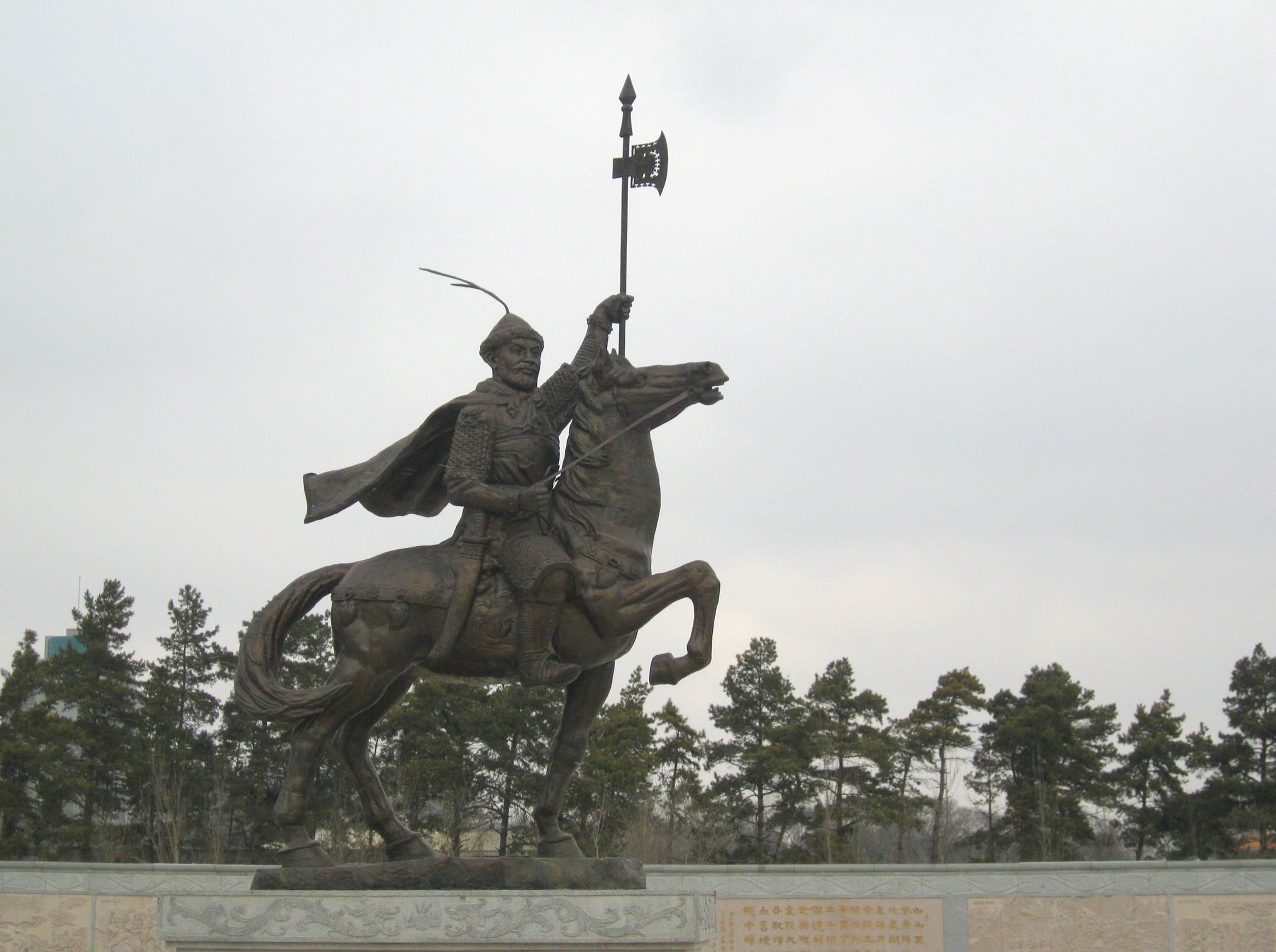
金上京歴史博物館内の完顔阿骨打像

遼（契丹による国家）代の926年、耶律阿保機により渤海は滅ぼされる。この結果、ハルビンは遼の封国である東丹国の一部となる。その後、満州に住んでいた女真族は、生女真、熟女真の二つに分かれ、生女真が長白山から松花江流域にかけて住むようになる。その後、ハルビンは東京道完顔部と名付けられる。
しかし天慶5年（1115年）、生女真首長完顔阿骨打は金軍に敗北。遼を滅ぼした女真による国家金は上京会寧府の名でハルビンに首都を置く。その後、金では路（行政の監察を行う役所名）が整備され、満洲は7路1府に区分された。ハルビンは開元路の管轄下となる。このころの遺跡や物は金上京歴史博物館内で展示されている。しかし、モンゴル・金戦争でモンゴル帝国側が勝利すると金は会寧府を放棄した。
その後モンゴル帝国皇帝クビライは国号を「大元（通称:元）」に改める。至元24年（1287年）には元による正式な統治が開始され遼陽行省開元路に改名される。
元代のものとして、阿城区金上京城で「管水达达民戸达魯花赤之印」が発見されている。印には「至元15年（1278年）12月、書道儀礼部作成」と刻まれており、意味は「この路（行政区画）は達魯花赤（総管）が管理している」というものである。また、パスパ文字が使用されていることも特徴となっている。

### 衰退
元が滅亡し誕生した明は東北地方に「都司衛所制」を導入した。 東北地方には、遼東都護府（1371年設置）と魯安都護府（1409年設置）が設置された。ハルビンは奴儿干都司と改名された。
清代に突入すると政府は中原に特殊な制度を適用させた。中国東北部は満洲族の故郷であり、この地域は特別であるとされ、軍政制度もその他の領土とは違う制度になっていた。 清は明時代の東北部の都司・衛所を廃止し、盛京（現在の瀋陽）に防内大臣を置いた。 順治3年（1646年）5月、奉天・昂邦章京（盛京将軍）を将軍とし、ハルビンは八旗による防衛が行われた。

ハルビンを統治した官職の簡略図。「>」はヒエラルキーを表し、例として「黒竜江将軍>チチハル副都統」は「チチハル副都統は黒竜江将軍に管轄下である」ことを示している。この図の「基本的なヒエラルキー」とその他区切られた図より、呼蘭副都統を除いて、ハルビンは将軍による統治が行われていたことが分かる。

順治10年（1653年）5月、寧古塔に、アムール川（黒竜江）・ウスリー川沿岸一帯を抑える軍事組織である昂邦章京（アムバン･ジャンギン）、梅勒章京（メイレニ・ジャンギン）が設置され、寧古塔によるハルビン統治が強化されていく。その後昂邦章京は寧古塔将軍に、梅勒章京は副都統に改められる。ハルビンは寧古塔副都統の管轄下であった。
康熙15年（1676年）、寧古塔将軍は吉林へ移駐（吉林将軍）。当時、将軍の下には副都統、副都統の下には協領というようなヒエラルキーであった。雍正2年（1724年）、阿勒楚喀（阿城区）に協領を設置。乾隆9年（1744年）には、拉林（ハルビンも含まれる）に副都統を設置。ハルビン・松花江南岸地区は拉林副都統の阿勒楚喀協領が管轄するようになる。
乾隆21年（1756年）、阿勒楚喀協領は副都統に昇級、阿勒楚喀副都統が設置され、ハルビンも阿勒楚喀副都統の管轄下となる。乾隆34年（1769年）、拉林副都統が廃止、拉林副都統の管轄は阿勒楚喀副都統に委ねられ、阿勒楚喀副都統の下に阿勒楚喀協領と拉林協領の2つの協領が設置される。これにより、ハルビン・松花江南岸地区は阿勒楚喀副都統の阿勒楚喀協領と拉林協領が管轄するようになる。
康熙23年（1683年）、清朝は満洲に黒竜江将軍を増設し、松花江中流から黒竜江境界までを管轄した。康熙37年（1698年）、チチハル副都統が設置された。ハルビン・松花江北岸地区は、黒竜江将軍の下でチチハル副都統が境界を統轄している。同治元年（1862年）に旗民分治によって呼蘭庁が設置され、ハルビン・松花江北岸地区はチチハル副都統傘下の呼蘭庁が管轄した。光緒5年（1879年）、呼蘭副都統が増設されたが、ハルビン・松花江北岸地区は呼蘭副都統の傘下、呼蘭庁の管轄で、特に変わりはなかった。
清初期に行われた旗人入関後、康熙16年（1677年）から、清は満洲を皇室の「発祥の聖地」とし、「悉行封禁」を発布。満洲地域に一般人が入ることを禁止した。この禁止令の下で、かなり長い期間、満洲中・北部地域では、八旗兵が駐屯する集落が徐々に拡大していきはしたが、基本的に土地は閉鎖されたため、荒れ果てていた。しかし清後期になると、一般市民も封禁を突破して満洲地域に侵入しようとし、八旗兵も土地の開拓のためなどで一般人の労働力を必要としていた。そのため、一般市民や八旗兵は清朝の禁令を顧みず、裏で満洲で開拓を行ったり、耕作したりしていた。乾隆時代、吉林将軍の管轄地（ハルビンも含む）はすでに「八旗兵が持っている国民との共有地」状態になりつつあった。嘉慶8年（1803年）、清は「訂定臨時移民章程」を公布し、満洲を出入りする制限を緩和した。禁止が緩和されると、満洲への移民者数は年々増加し、道光時代には、「八旗兵の集落より、民家の方が多い」と言われるようになっていった。

## 近代

### 清末期

#### 東清鉄道敷設による急速な発展
大清帝国末期になるとハルビンの名は「民官」となった。
19世紀末にはハルビンには数十の村でできており、3万人ほどが在住していた。そのほとんどが漁と狩猟で生計を立てていた旗人であったという。しかし、1881年に黒龍江省牡丹江市穆棱市で金鉱が発見され、ハルビンにも移住者が増加した。そして、これ以降、東清鉄道が起点となり、大きく人口を増やしていくこととなる。また、ハルビンは松嫩平原の南に位置し、豊かな農牧漁業地帯となっている。それに加え闖関東政策を大清帝国がとったことから、清代末期には、山東省、河北省などの省からの移住者がやってきて、続々とハルビンを開墾し、漁業・牧畜業及び手工業生産に従事し、村の数は次第に増加し、一部は徐々に郷鎮ほどの規模になっていった。光緒2年（1876年）の統計によると、ハルビン・松花江北岸の水師営官屯と付近の各村だけで、3730世帯、28257人が住んでいた。その時、全ハルビン地区には100余りの村があり、人口は少なくとも5万人以上だった。
またこのころになると、「ハルビン」との名称も資料上確認できるようになる。初めて資料に「哈爾浜」が登場したのは同治三年（1864年）である。黒竜江将軍衙門の書には、「墨尔根上年船只见于哈尔滨住冻、今年挽回、为此呈报事（昨年墨尔根が所有する船は哈爾浜で凍っていたが、今年は挽回したので報告した）」と記されている。「哈爾浜（ハルビン）」という名の由来については、2024年時点でも諸説ある。例として「満洲語で「魚網を干す場所」を指す言葉説」、「満洲語で羊肩胛骨を指す言葉説」、「「哈勒費延（ハレフィエン）」に「扁（ビン）」を足した説」、「女真語で阿勒錦島（ハルビン内にある島）を指す言葉説」、「女真語で白鳥を指す言葉説」、「モンゴル語で平地を指す言葉説」、「ツングース語で「官渡口」を指す言葉説」、「ロシア語で「大墳墓（古代中国の墳墓の一種）」を指す言葉説」、「人名説」などが挙げられている。
日清戦争後、清は日本と下関条約に調印し、台湾、澎湖諸島、遼東半島を日本に割譲した。しかし、これに対し日本に警戒心を抱いたロシア帝国はフランス第三共和政、ドイツ帝国と共同でこれに介入し、日本に遼東半島を清に返還するよう強く要求した。 所謂「三国干渉」である。しかし、これは決してロシア帝国が遼東における中国の主権を守るためのものではなかった。帝政ロシアは1891年にチェリャビンスクからウラジオストクまでのシベリア鉄道線の建設に着手し、距離を短くするために、満洲を支配しようと考えていた。1896年6月3日、モスクワでロシア帝国と清の間で「露清密約」が締結される。これによりロシア帝国は中国東北部に鉄道を建設する権利を持った。1898年5月、帝政ロシアはハルビンを東清鉄道の重要地点及び東清鉄道の管理地に指定した。そして1896年から1903年にかけて、セルゲイ・ウィッテによりハルビンに東清鉄道の鉄道路線や、それに伴いハルビン駅が建設された。これによりハルビンの人口は増加し、工業・商業は大幅に発展、一気に近代都市となった。この発展によってできた街並みは、「東洋のモスクワ」や、「極東のパリ」、「東洋のサンクトペテルブルク」と呼ばれるほどであった。1898年からは、水文のデータもとられるようになった。また、ユダヤ人も2万人以上が移住し、多くの店を開いた。一方でハルビン内において帝政ロシアは大きな影響力を持つようになる。
実際にロシアはただただ鉄道を敷いていたわけではない。ロシア皇室・政府の間では、いずれ満洲の支配権を得る計画であった。

1900年、義和団の乱が発生すると、列強は八カ国連合軍を結成し、義和団の鎮圧にあたった。ロシア帝国も参加しており、これについて宰相ヴィッテと陸軍大臣クロバトキンは
クロバトキン: この事件（義和団の乱）を口実に満州を第二のブハラにする。
ヴィッテ: 今の満州でのロシアの影響力を維持するために、あまり中華民国を刺激するべきではない。
といった会話を行っていたという。
当時、東清鉄道の東側、道外は漢民族が殆どなのに対し、西側の道裏にはロシア人など多くの外国人が居住していた。しかし、少し時間が経つと道外にも多くの外国文化が見られるようになる。1900年、ロシアの実業家チュリンがハルビンの道外区にやってきて、「チュリン外国銀行」という多国籍企業を設立・設置、その他デパートを運営し、赤いソーセージやレバ（パン）などのロシア食品をハルビンに持ち込んだ。同じ頃、ロシアの実業家ウルブレフスキーも道外にウルブレフスキー醸造所を設立した。これは中国初のビール醸造所であり、ハルビンビールの前身でもある。
これらの当時の施設で最も有名なのは、ユダヤ人であるシモン・カスぺによって運営されていたモダンホテルであろう。 ダイニング、エンターテイメント、宿泊施設を統合したモダンなホテルで、極東で最も豪華なホテルの1つであった。 ホテルで販売されていた冷たい飲み物「馬迭尔冰棍」は100年を経て、ハルビンの特産品となっている（2024年時点）。

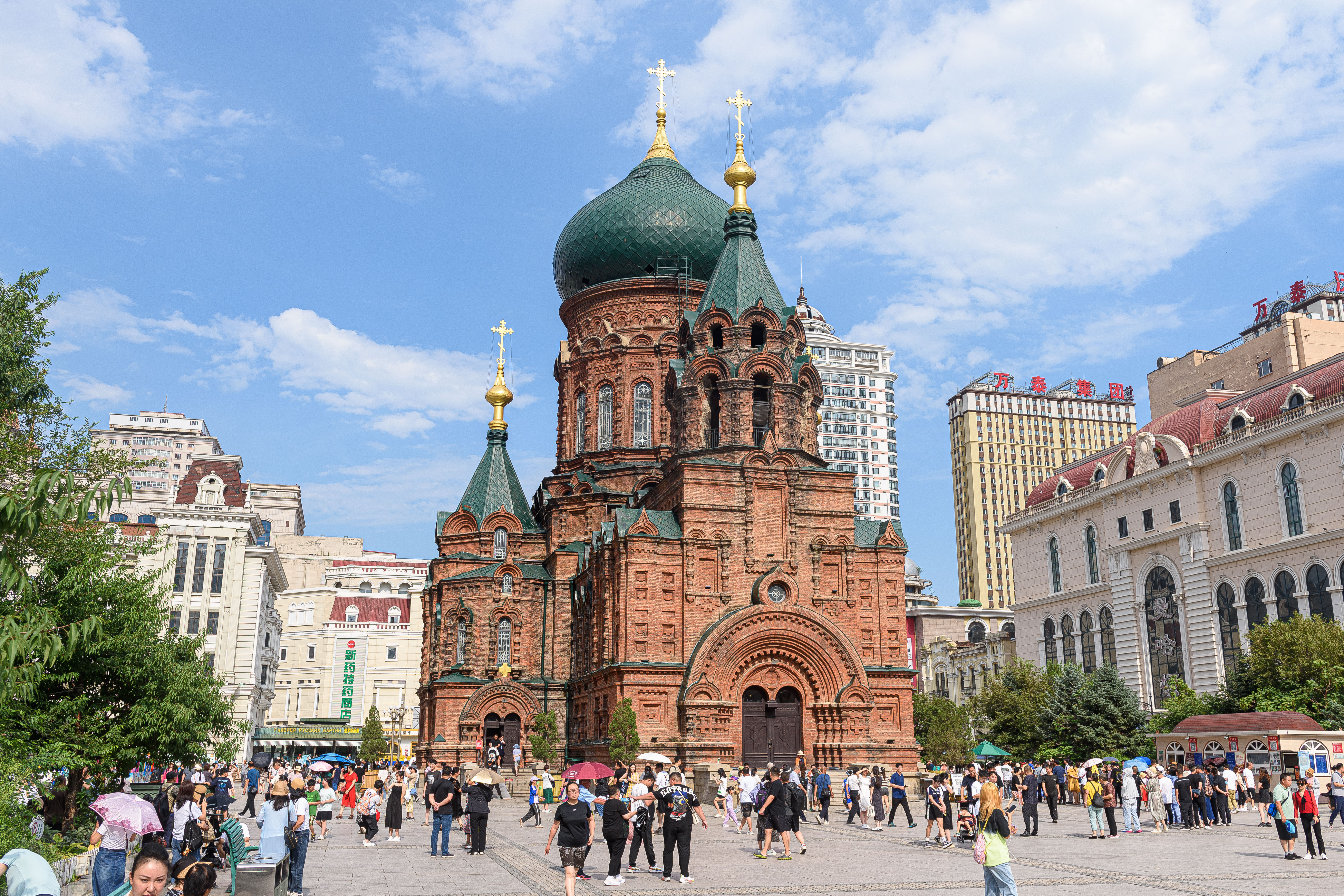
聖ソフィア大聖堂

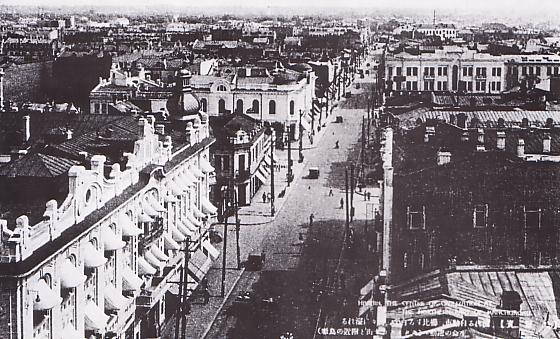
中央大街の街並み

ホテルに加えて、銀行、宝石店、衣料品店、その他の店も、道外・道裏などに集まっており、中央大街は当時中国で最もファッショナブルな商店街であるだけでなく、中国最初期の歩行者空間をつくりだした。
1907年に建てられた聖ソフィア大聖堂は、もともとロシア帝国軍の礼拝堂であったが、ロシアの実業家I.F.チスガコフの招きで、ロシアの建築家コヤシコフによって再設計・改修され、9年の歳月をかけて1932年に極東最大の正教会として完成した。
1909年10月26日、ハルビン駅頭で日本の枢密院議長伊藤博文が安重根に暗殺される。同年、極東最大と言われたロシア系の「チューリン百貨店」が大直街に開店した（キタイスカヤ街店は1919年）。1908年にロシアが極東における自由貿易港廃止を決定し外国商品に高い関税を課すと、ウラジオストックからハルビンへ拠点を移す企業が現れ始めた。
1911年7月には、東清鉄道局の調査統計によると、当時のハルビンにはロシア人、イギリス人、ドイツ人、日本人、朝鮮人など約6万人の外国人がいた。
日露戦争が勃発するとロシア帝国は敗戦しポーツマス条約を締結。東清鉄道南満洲支線やその支線が日本に割譲され、南満洲鉄道となった。これによりハルビン駅に繋がる支線の大多数は南満洲鉄道のものとなった。
1907年1月14日（光緒32年）、清政府はハルビンを「対外交易拠点」として開放することを決定した。1月23日には、吉林省省長は、浜江庁を設置し、哈爾浜関道で政治を行った。4月18日、初代浜江庁・江防同知は傅家店で関防に当たった（清朝によるハルビン駐在）。その後、1909年から1911年までの間にハルビン市内の双城区と阿城区が浜江庁に編入された。中華民国成立後の1913年3月、浜江庁は「浜江県」に変わった。

#### ペストによる被害

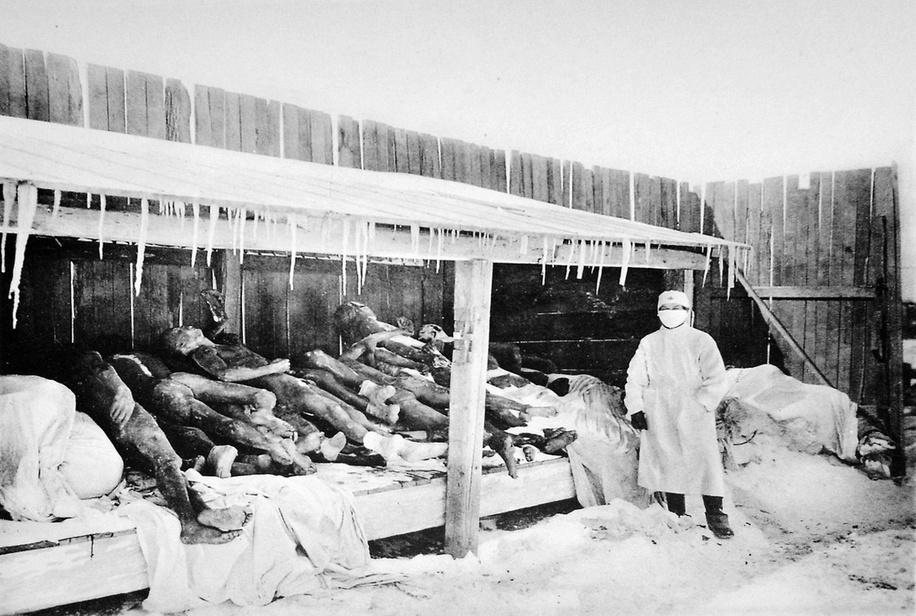
中国東北部の大疫病によるペストで死亡した遺体

一方、1910年10月12日に中国東北部の大疫病が発生し、10月27日にはハルビンでもパンデミックが発生した。これによりハルビンの医療体制は崩壊状態となり、患者に対してできることと言えば瀉血と鍼治療くらいであった。これに対し孝定景皇后は伍連徳らに腺ペストの流行拡大の抑止方法を調査および研究するように伝え、ハルビンに派遣した。流行当初、清、大日本帝国、ロシア帝国の医療体制は各々で別々であった。そこで伍は三国の協力を呼び掛けた。また東清鉄道の駅では入念に、感染しているかのチェックが行われた。しかし、感染拡大の抑制は難しく、1911年4月には、黒竜江省全体で死者は15,295人に上った。
そこで、伍らは奉天で「万国鼠疫研究会」を開催。清、英国、米国、ドイツ、フランス、イタリア、オーストリア＝ハンガリー、オランダ、メキシコ、日本、ロシアを含む11カ国が出席し、清からは9名の代表者が出席した。会議終了後、ハルビンには「満洲防疫事務所」が設置され、ハルビンの病院建設を支援するなどした。

### 中華民国
1912年1月1日、清は辛亥革命により滅亡、中華民国が建国される。

#### 利権争いによる民族主義の台頭
1914年4月30日、在ハルビン英国領事スライ、在ハルビン露帝総領事トラウショリット、東清鉄道社臨時代理は、「将中東鉄路界内自治及納税章程推行于界内英国人的協定」（「英露協定」と呼ばれる）に調印した。この協定は、東清鉄道所有領内の租界におけるロシア人の自治権を認め、東清鉄道内の英国人駐在員も租界内のロシア人と同じように自治権と、免税権までも有することを認めるものであった。一方この内容に対し中華民国政府とその国民は反対した。
その後の2年間の内に、アメリカ、フランス、日本、デンマーク、オランダ、イタリアなど10カ国がこの協定に参加し、同じような権利を保有することが認められた。 それ以来、30カ国から10万人以上の駐在員がハルビンに集まった。 また、20カ国がハルビンに領事館を設置し、ハルビンは国際都市となった。しかし、帝政ロシアを中心とした社会で、まだ中華民国に入る隙はなかった。前述の、協定に調印した国家はハルビンに数万社の工業、商業、金融などに関する企業を設立し、輸出入貿易に特化した商工会議所を設立した。
1916年頃からは、ハルビン内でナショナリズムの風潮が高まる。しかし、外国人への敵意を見せながらも、一方で協力しようとする姿勢が見られる他、民衆の運動ではなくあくまでエリート層の運動なのがハルビンのナショナリズムの特徴となっている。これらのハルビンのナショナリズム運動を在ハルビン米国領事は「中国化（Chinafication）」と表している。この頃ハルビンではナショナリストが集まった大きな会が作られており、建国途中で悪戦苦闘している中華民国政府の中で、国家の安定のために民族覚醒を求めた。その代表例たるものが東華学校建設である。東華学校は近代的な学習と中国の国家主義を強調する学校としてハルビンのナショナリズム運動の基盤を育てた。
一方、ナショナリストの会は幅広い人々の寄せ集めであった。例えば儒学者、仏教僧、西洋志向の学生、共産主義組織者、軍国主義官僚など様々な人が集まっていた。そのため、会はすぐに崩壊状態に陥った。
1919年3月、イギリス、フランス、アメリカ、日本、イタリアなどの国々が中国政府による東清鉄道の経営権を剥奪し、連合国鉄道管理委員会を結成。委員会による経営を行った。 1920年以降、中国政府は東清鉄道の経営権を取り戻し、1924年には中国とソ連が正式に契約を結び、東清鉄道を「共同経営」することを決定した（北京協定）。以後、東清鉄道は「中華民国東省鉄道」、略して「中東鉄道」と改名された。
1920年代初頭、列強によるハルビンの実質的支配に反対するデモが行われるようになる。地元議員は外国人による実質支配のシンボルであったロシア語のものをとにかく攻撃した。同時に、仏教僧倓虚は、ハルビンは中国の地の1つだから仏教寺院が必要だと主張し、中国人のアイデンティティにおける宗教的要素を見いだし、極楽寺の創設に貢献した。
1926年9月、バスケットボール大会が開催。キリスト教青年会（YMCA）主催で、9チームが参加した。この大会では、ロシア人を中心に構成された主催のYMCAチームが勝利した。決勝には中国の東華学校チームも参加していたのだが、アメリカYMCA所長ハワード・ハーグは「東華学校のプレーは粗く、スポーツマンシップも欠如している」とコメントしている。ハーグは加えて、中国は確かにロシア側が勝利した決勝戦を、中国側の勝利と主張し「中国側の得点を審判は故意に無効とし、ロシア側は棒などで攻撃してきた」などと発言していたとも述べ、アメリカ側やロシア側は攻撃などしておらず、中国人サポーター（東華学校の学生）が審判に不公平だとして暴力をふるったとした。
この騒動の延長線上で、YMCA事務所に中国人サポーターが石やレンガを投げつける事件が発生。米国領事の要請により出動した中華民国警察によって追い返されたものの、20枚のガラスが割れたり、12人ほどが負傷したりなどの被害が出た。東華学校側は、校長が「友好的な解決を望む」として、破損したガラス20枚分を賠償した。外国人向けの新聞『ハルビン・デイリー・ニュース』は「この事件の裏には、普通の学生騒動以上の何か（ロシアへの恨み）があることは明らかである」とコメントした。ほか、地元の中国語新聞はロシア人と、ロシア人を擁護するアメリカ人の行動を非難した。ハルビンの中国人にとって、これらの出来事は、「帝国主義者（ロシア・アメリカ）は、中国の主権を踏みにじった」ように見えたわけである。

#### ロシア革命の影響
1917年10月、ロシア帝国でボリシェヴィキ主導のもと十月革命が勃発。これによって、ロシア帝国の政治家、貴族、内戦によって家を失った人々らがハルビンに亡命した。統計によると、1922年には15万5000人のロシア人がハルビンに入国し、ハルビンの人口は約35万人に急増したという。また、革命に感化された共産主義者は1917年9月にハルビン・ソビエトを発足。東清鉄道の利権を狙った 。このように流民してきたロシア人の中には、ヴァレリー・ペレレシンといった著名人もいた。
そのほか、ソ連国内での迫害を恐れたロシア系ユダヤ人は、極東にユダヤ自治州を設置する前に、ハルビンに逃亡することが多かった。またロシア革命時よりかは少ないが、このようなユダヤ人の移民は、ロシア帝国時代からあった。アレクサンドル3世とその息子ニコライ2世はいずれも超保守的な政治家・思想家コンスタンチン・ポヴェドノスツェフに傅育され、強い影響を受けていたため、強制移住などさせられる可能性があったからである。1913年までに、約5千人のロシア系ユダヤ人がハルビンに住んでいたと推定され、この数は1920年には約2万人に増えている。しかし2018年時点でハルビンに流入したユダヤ人の遺物は2つのシナゴーグほどしか残っていない。ちなみに、イスラエルの元首相であるエフード・オルメルトの親族も当時ハルビンに住んでおり、2004年にはオルメルトが墓参りを行っている（後述）。

#### 行政沿革と中共進出
1921年2月5日に東省特別区市政管理局が設置、ハルビン市の行政を担当するようになる。経済面では、1920年代にはハルビンでも中国人による起業が増え、1929年の世界恐慌や中ソ紛争の影響で、満洲のロシア系ビジネスは大きな打撃を受け、ハルビンでもロシア系資本の一部は閉鎖を余儀なくされ、中国人への売却や外国資本との合弁が行われた。
1921年の中国共産党創立直後、革命家・馬俊はハルビンに派遣され、共産主義思想をハルビンに広め、党支部設立の準備を行った。1923年、中国共産党中央委員会は陳為仁をハルビンに派遣し、陳を代表として東北部初の党組織である中国共産党ハルビン独立組を設立、1924年6月、陳を代表として中共哈爾浜支部が設立された。1925年、中国共産党北方局は呉麗石を派遣。1927年10月、ハルビンで東北部第一回党大会が開催され、陳為仁を書記とする中共満洲省委臨時委員会が設立された。その直後、陳為仁は奉天（現在の瀋陽）に赴いた。1929年6月に中東路事件が発生すると、中共満洲省委員会書記の劉少奇、陳潭秋が相次いでハルビンに訪れた。 1930年の国際労働節には、中共満洲省委員会執行委員の林仲丹（張浩）がハルビンに赴き、大規模な集会とデモ行進を行った。
この間、中華民国北洋政府は「東省特別区市政管理局和行政長官公署」を設置し、1926年3月30日、白軍の残党の影響が強かった市議会と理事会、別の市自治委員会グループの解散を命じ、ハルビン特別市を設立した。 これによって、28年間続いたロシア人が大きな影響力を持っていた時代は終わり、中華民国にハルビンの行政権が戻って来たのであった。

### 満洲国
1932年、柳条湖事件により満洲事変が勃発。これにより満洲地域には満洲国が建国され、1933年7月1日にハルビン特別市が成立し、満洲国の一都市となった。ハルビンも満洲事変において、1932年2月、戦場となった。

#### 洪水
1932年6月下旬から8月20日まで、松花江流域は曇りと雨が続き、ハルビンでは7月に27日間連続で雨が降った。 そのうちの1日を見ると、昼夜の最大降水量が99.1mmにもなった。 このような長期的な雨天により嫩江、第二松花江、拉林河の3つの川で洪水が同時に発生、8月5日には水位が118.55メートルを超え、堤防が決壊した。8月7日に道外は冠水、8月8日には道裏も冠水し、8月10日には道裏に舟を浮かべることができるほどになった。8月12日8時、最高水位は119.72メートルに達した。道裏、道外は一面が海状態で、家屋の倒壊は数えきれないほど発生し、浸水面積は877.5万平方メートルに達した。また、不動産価格や食料価格も上昇した。物価上昇に対して満洲国水災委員会も対処を行おうとしたが、結局改善は出来なかった。一方、東支鉄道南部線の貯蓄などにより、物の枯渇も徐々に回復し、経済的混乱による最悪のケースは免れることができた。
この2年後、またもハルビンは洪水に見舞われる。
1934年5月に松花江流域は早めに雨季に入り、ハルビンと周辺地域には豪雨が相次いだ。嫩江、第二松花江、拉林河で最高水位を記録し、7月20日にハルビンの堤防の一部が決壊し、列車が流されていき、松浦街道は水につかり水位は1-2メートルにもなった。これと同時に拉林河、阿什河でも洪水発生、7月27日から江南（松花江南岸）が浸水し始めた。8月13日に最高水位を記録、水位は118.53メートルに達した。今回の洪水は「壬申哈爾浜水災」と呼ばれ、壬申哈爾浜水災による江南地域で浸水した世帯は341世帯、被災者は1200人、江北（松花江北岸）地域で浸水した世帯は3338世帯で、被災者は11900人に達した。

#### 文化芸術面
1935年4月、香坊区王兆屯に移民促進のため哈爾浜日本国民高等学校が設置される。1936年11月31日、哈爾浜日本国民高等学校は校舎を満洲移住協会に無償提供し、「満蒙開拓哈爾浜訓練所」が誕生する。
1937年から1941年の間、文学、美術、音楽、映画、ラジオ放送、曲芸、演劇、出版などの文化芸術面でも日本の影響を受けるようになる。日本語文学が盛んにハルビンで生まれたりもした。一方、1930年初頭にはハルビン文壇では抗日的な文学が大量に発表された。これは瀋陽などでは抗日文学の取り締まりが激しいのに対しハルビンなどではそれほどまだ取り締まりが強くなかったからである。また、これら抗日文学を発表した作家は左派であることから、ソ連に感化された左派によってロシア文学も流行した。また、ロシア革命後にハルビンへの亡命者が増えたことも要因とされる（前述）。このようなことから1898年から1961年までの間にハルビンで出版されたロシア語の書籍は合計3,447点、新聞は182紙、雑誌は338誌に達した。その大部分は1945年前に刊行された物である。1930年代と40年代、ハルビンで活躍したロシア人文学者は数百人に達した。
しかし、1936年に抗日文学作家が逮捕、処刑される「六・一三事件」が発生。'37年には同じような事件が発生（四・一五事件）。これにより抗日文学は消滅し、日本語文学が大量に生まれ、文学のジャンルも多種多様になった。
1941年、「満鉄調査部事件」が発生、ハルビン文壇は大日本帝国によるプロパガンダ的な側面を強めていく。

#### 白系ロシア人の動向
1934年12月28日、満洲帝国ロシア人移民局（通称:白系露人事務局）が設立。
- 満洲国居住の白系ロシア人移民の財産及び法律上の地位の保全と強化。
- 白系ロシア人に関連する全ての事項に関する満洲政府との連携の確立。
- 白系ロシア人への日本・関東軍の影響力を強め、白系ロシア人の統制・団結を強めると共に反ソプロパガンダや諜報活動を強化すること。

を目的として活動を行った。
ハルビンのユダヤ人は非常に裕福な暮らしをしており、毛皮商、銀行家、パン屋、商店主、レストラン経営者、教師、文学者、芸術者など多種多様な職に就き、約20のヘブライ語新聞・定期刊行物を刊行したり、ユダヤ系スポーツ組織も2つあった。1937年にはハルビンで極東ユダヤ人大会が行われ、ハルビンからは9名が出席した。しかし、そのようなユダヤ人のハルビンでの裕福さも長くは続かなかった。

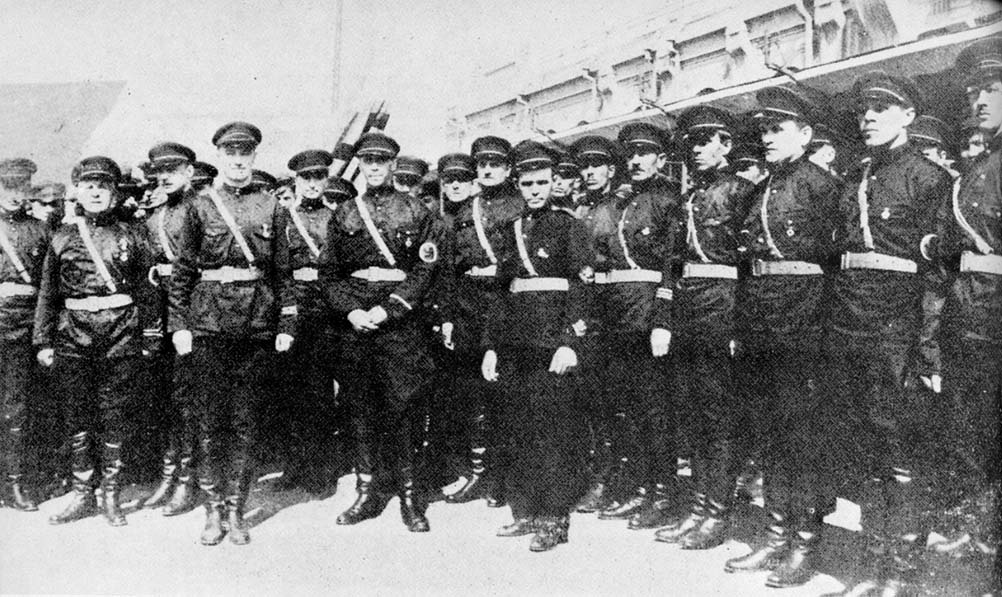
ロシアファシスト党党員。1934年撮影。

在ハルビンロシア人のコミュニティは満洲国を裏で支配する大日本帝国の影響でファシズムに傾倒していった。有名な例は「ロシアファシスト党」である。コンスタンチン・ロジャエフスキーを代表とし、ユダヤ人排斥、正教会の権威の復活（ソ連は無宗教）、イタリア式の協同組合による経済システムの構築を訴えた。これによりハルビン内に反ユダヤ思想が蔓延り、ユダヤ人の人口は、1931年の1万3千人から1935年の5千人にまで激減した。迫害事件も発生し、裕福なユダヤ人家庭のピアニスト、シモン・カスペがロシアファシスト党により誘拐され、当時の価値で30万円を要求された後殺害された（シモン・カスペ殺害事件）。この事件は、背後に日本がいるなどと噂されたが、結局あやふやな裁判となり資料も焼かれたため極東ユダヤ人史に残る一大ミステリーとなっている。
1937年6月から、白系ロシア人は関東軍と共に浅野部隊を設立。ハルビンにも3万人以上の部隊員が駐留していた。

#### 戦争犯罪と満州国の消滅

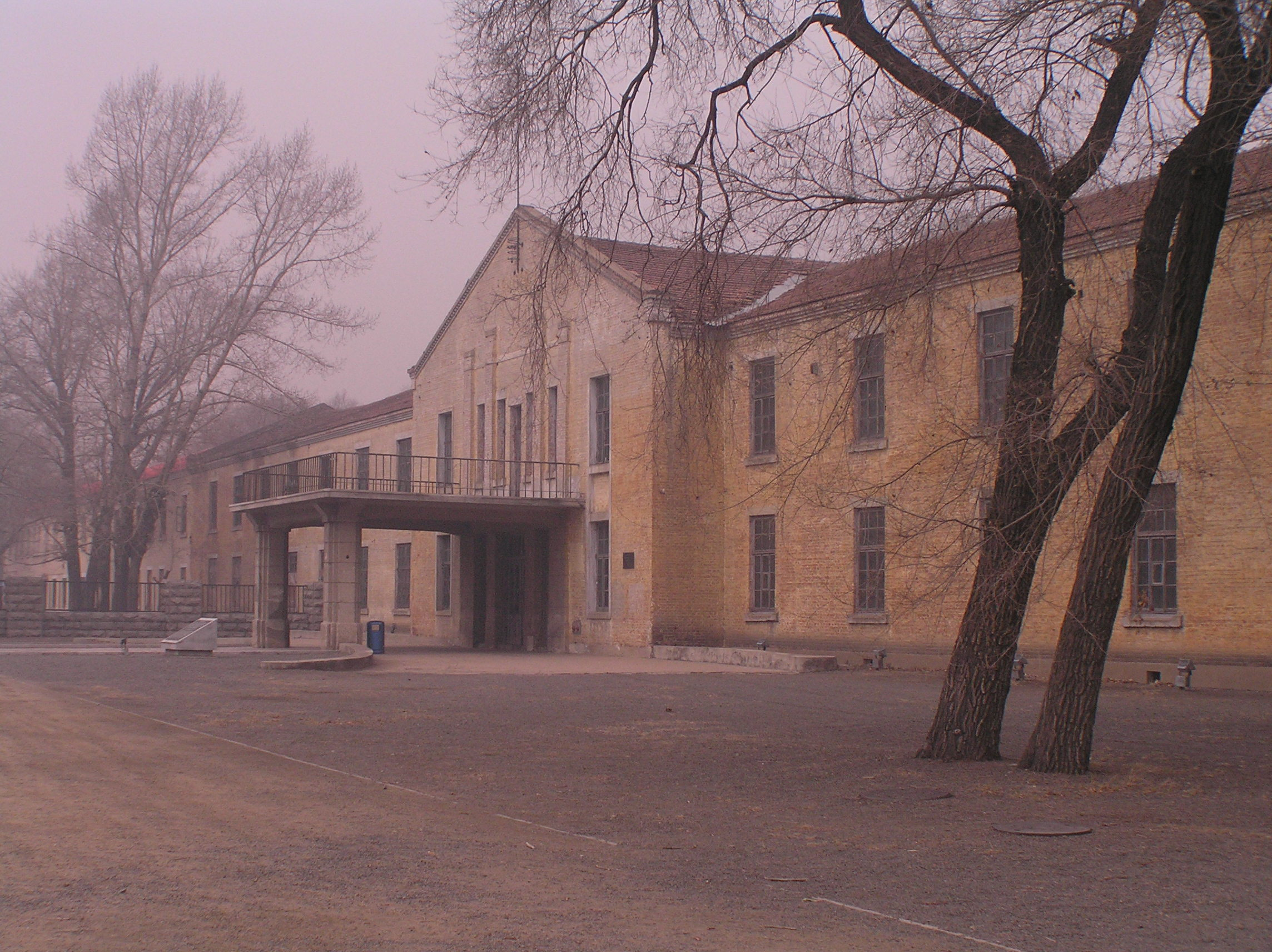
731部隊1号棟

1936年には、平房に731部隊が設置される。731部隊では内地ではできない人体実験などが行われた。尚、戦後行われたハバロフスク裁判で、731部隊は戦争犯罪であるとの判決が下っている。
1930年代後半までに、在ハルビンロシア人の内、約10万人ほどがソ連に帰国していった。ところがソ連に帰化したとしても、丁度スターリンの大粛清の期間であったため「日本のスパイ」として48133人が逮捕され、そのうち30992人が処刑、残りの17141人も国外追放などの処分となった。逮捕された。
1945年、ソ連対日参戦により満洲国がソビエト連邦に攻められると、ハルビンは大日本帝国による実質的支配から解放された。ハルビンはハルビン・吉林攻撃作戦において戦場となり、陥落した。

### 中華人民共和国

#### 発展に向けた政策
1946年4月28日、ハルビンは第二次国共内戦中に東北人民解放軍により占領、その後ロシア人や日本人の影響を受けずに漢民族による統治を進めていく。その中で在ハルビンユダヤ人や在ハルビンロシア人らは米国、オーストラリア、カナダ、ブラジル、パナマ、日本などに移住していった。一方で在ハルビンユダヤ人は319人がハルビンに残り、在ハルビンロシア人も450人ほどがハルビンに残った。
1950年2月27日、毛沢東はソ連訪問から帰国し、途中でハルビンを視察した。黒竜江省における産業発展の状態を知った後、ハルビン市党委員会に「生産発展」を指示した。そして、朝鮮戦争勃発・中国参戦に伴い軍需産業を発展させるため、ハルビンは第一次五カ年計画により国家重点建設都市に指定された。これにより遼寧省にあった25の重工業企業がハルビンに進出した。また、ソ連による中国内156施設への建設支援の内ハルビン内で3施設が建設された。これは、ハルビンはシベリア鉄道によって交通の便が良く、農業資源や鉱物資源が豊富であったことに、ソ連が目を付けたからと思われている。
これらの政策で多くの人員を派遣したことにより、ボイラー工場、軽合金加工工場、電気機械工場などが作られ、2024年時点のハルビンにも通ずる機械電気産業の基礎が作られた。同時にハルビン市は、ハルビン軍事工程学院、ハルビン工業大学、東北農業学院、東北林業学院、ハルビン医科大学、ハルビン師範大学、黒龍江ビジネススクールなど、十数校の高等教育機関を建設・拡張したことにより、発展のための人材育成体制も確立した。
これらの工業により、中国国内でもアルミニウムとマグネシウム加工や、電気の供給、航空機の生産などにおいて大きくシェアを伸ばし、外国製品技術のシェア独占状態を打開し、国内産業の発展に繋がった。ついに1957年にはハルビン市の総生産額は前年比22.84%増の17億2000万元に達し、そのうち工業総生産額は13億2400万元に達し、中国東北部の都市としてはトップレベルの生産率を誇るようになる。同時に、ハルビンの市街地面積は101.2平方キロメートルに拡大、人口は1952年の832,000人から1957年には1,427,000人に増加した。そして、これらの発展もあってか黒竜江省の省都はチチハルから打って変わりハルビンとなった。

#### 成長の停滞と文化の破壊

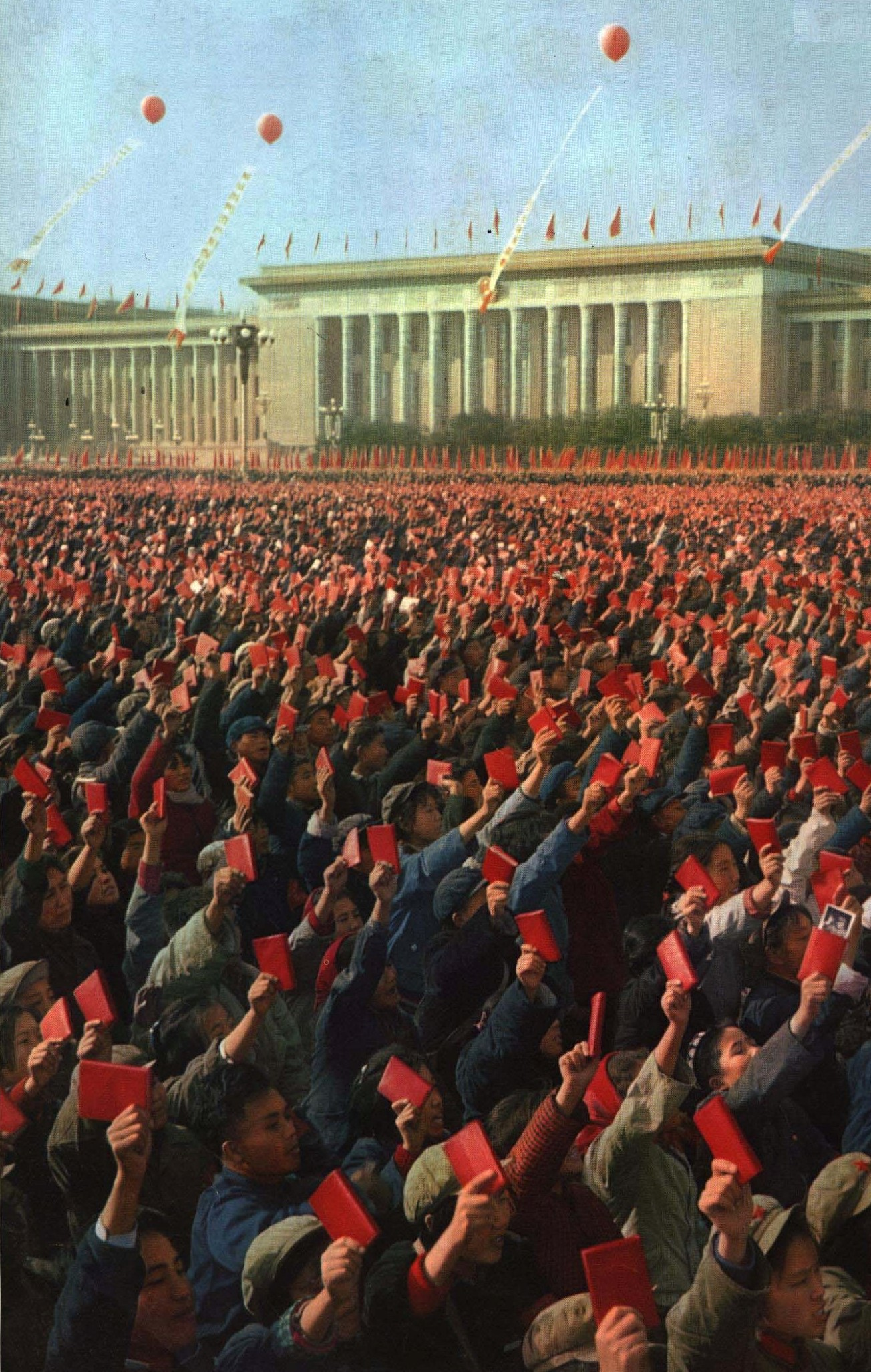
文革を代表する一画。『毛沢東語録』を掲げる紅衛兵は、赤い八月のような反革分子に対する虐殺を行った。

しかし、1958年から1965年にかけて、ハルビンは大躍進政策とその他経済政策による紆余曲折した発展過程を経験した。 その後、文化大革命によりハルビンの国民経済は深刻な打撃を受け、経済・社会秩序も大きなダメージを受けた。
ほか、文化面でも打撃を受けた。その代表的な例が聖ニコラス大聖堂で、文革により1966年8月23日に破壊された。その際、紅衛兵は「砸碎封资修（封建的、資本主義的、修正主義的な法制度を粉砕せよ）」と叫びながら「大海航行靠舵手（航海は操舵手にかかっている）」というスローガンが書かれた3つの赤旗を立てたと言われている。
また、1950年代から60年代にかけ連続的な洪水が発生した。
1953年に満洲で降雨が早まり、6月上、中旬に第二松花江の水位が上昇した。8月上旬には嫩江流域でも雨が降り続き、嫩江の流量は急激に増加した。8月30日ハルビンは水位が急激に上昇し、9月3日には最高水位が119.30メートルに達した。洪水の氾濫期間中に松浦区（現在の呼蘭区）の堤防が決壊し、被災者は33003人にのぼり、農地は900ヘクタールが被害を受けた。一定の経済損失をもたらしたが、災害救助を各区が行ったため死傷者は発生しなかった。
1956年夏の松花江流域では豪雨が発生した。7月以降、嫩江流域、第二松花江付近では大雨が続き、豊満ダムでは11日間放流が行われた。そして嫩江・第二松花江の水は松花江に流れ込み、松花江では8月6日に最初の洪水が発生し、最高水位は119.64メートルになった。8月7日午後に松浦区（現在の呼蘭区）などで堤防が決壊。その後水位は20センチ下がったが、再び上昇し、8月15日には2回目の洪水が発生、水位は120.06メートルに達した。また、松花江上流と江北地域の堤防が決壊し、多くの畑・村が冠水した。
1957年7月から8月にかけて、黒竜江省と吉林省両省で豪雨が発生し、松花江では何度も洪水が発生した。豊満ダムは放流を開始するも、第二松花江、嫩江、拉林河で同時に洪水が発生。8月末にはとても大きい洪水が発生し、9月6日6時には水位が120.30メートルに達し、松浦区の一部の堤防が決壊した。しかし、政府の支援などにより今回の洪水による損失は大きくならなかった。洪水の被害を抑えたことを記念してハルビン市は中央通りの北端に洪水防止記念塔を建てた。
1959年秋も豪雨が発生、一部の地域では深刻な冠水が発生し、土壌が飽和した。1960年には黒竜江省と吉林省両省で豪雨が発生、河川は増水、豊満ダムはまた放流を行った。その後複数の河川で洪水が同時発生、松花江の水位は急速に上昇し、8月17日の最高水位は119.52メートルに達した。今回の洪水はハルビンにも一定の被害をもたらしたが、大惨事とはならなかった。
1969年7月10日以降、嫩江流域で豪雨が発生、7月12日から15日にかけて嫩江で洪水が発生した。8月中旬には嫩江流域にまた大雨が降り、嫩江で再び洪水が発生した。洪水は松花江本流でも発生、8・9月には水位が急速に上昇し、9月20日には最高水位119.18メートルを記録。しかし、被害はそれほど大きくならなかった。
文革後に行われた改革開放後、ハルビンはまた発展を遂げる。 改革開放政策は世界の注目を集める成果を上げ、ハルビン内でも経済が発展、国内初の内陸の空港（ハルビン太平国際空港）も設立した。 第27回中国・ハルビン経済貿易交易会を開催し、中露博覧会、第33回中国・ハルビン国際氷雪祭、第33回中国・ハルビン夏音楽祭も行われた。1990年には、1936年の11.8倍にあたる965万人の乗客がハルビン駅を利用したというデータからも発展が見て取れる。
成長の裏で環境問題が発生した。カワウ、コウノトリといった鳥類や、魚類のほとんどが姿を消した。珍しく見ることができた魚類の70％はコイという有様である。しかし1980年には松花江沿いの写真で3.5キログラムのサケを、1981年には写真で11.5キログラムのサケを捕獲していることが判明しており、まだ完全にハルビンから姿を消したわけではないことが判明している。
森林破壊も進み、1950年代と比べると97.3％以上森林が減少した。しかし、その後哈爾浜市湿地保護協会が設置されると森林・湿地の保全運動が行われ、2024年時点で森林破壊は改善している。

## 現代

### ハルビンの様相

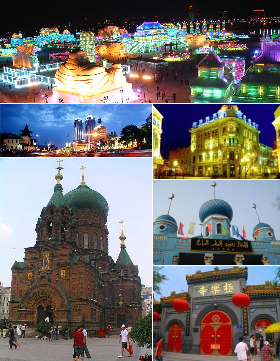
現代におけるハルビンの様子。

ハルビンの経済社会発展は飛躍的に進み、市の総合力は全国トップ10に入り、観光産業は中国の観光都市の競争力でトップ20にランクインし、「中国の幸福都市」で7位、世界の有名な夏のリゾート都市でトップ20にランクされている。 国連から「音楽都市」を授与され、「国家文明都市」、「国家公共交通都市建設模範都市」、「大美湿地城市」、「国家二重支援モデル都市」、「トイレ革命優秀都市」、「中国で最も競争力のある地域金融センター都市」、「国家文化システム改革先進都市」などの名誉称号を授与されている。2010年6月22日、ハルビンは国連から「音楽都市」に任命された。
また、これまで記してきたような歴史から、ロシア建築がよく見られる。聖ソフィア大聖堂や、ヴォルガ・マノー・ホテル、中央大街はそれを象徴する建築物である。
ハルビンは様々なイベントの開催地となっており、世界四大氷雪祭の1つハルビン氷祭りが1985年1月5日から開催されており、1990年からは毎年中国ハルビン国際経済貿易博覧会を開催されている。国際的イベントでは、2009年にハルビンは第24回冬季ユニバーシアード大会の開催地となった。1996年アジア冬季競技大会開催地にも選ばれた。2003年、2003年バスケットボール男子アジア選手権の開催地になる。2007年には、2007年中国杯がハルビンで開催された。加えて、2025年2月28日から3月9日までの間開催される2025年アジア冬季競技大会はハルビンで開催される予定である。
対日感情であるが、満洲事変などでハルビンに大きな影響を残した日本に対してのイメージからあまりいい評価はされておらず、「日本はハルビン及び満洲からすべてを略奪していった」といったようなイメージが強いのが現状である（「特定アジア」、「反日感情」も参照）。これは後述の行政節で記す、ロシア帝国への郷愁とは真逆の点である。

### 行政
ハルビンの8つの県はもともと松花江地区に属していたが、1996年8月11日にハルビンに編入され、ハルビンは副省級市となった。2004年2月4日、国務院はハルビンの一部の行政区画の調整を承認した。調整後、ハルビンの行政区画は8つの区、7つの県、4つの県級市から成るようになった。全市の面積は53,068平方キロメートルで、そのうち市街地の面積は4,272平方キロメートルである。人口は当時974万8400人で、そのうち都市部の人口は当時398万9600人である。
1997年4月5日に、「哈爾浜市人民政府令 第4号 "哈爾浜市市旗市徽制作和使用管理暫行弁法"」が制定。市旗が作られた（ハルビン市旗）。同年11月18日、中国共産党中央弁公庁が市旗の利用を禁止し、1998年1月4日に利用は止められた。
2000年4月に、黒龍江省社会科学院ハルビン・ユダヤ研究センターが設置されて以降、かつていた在ハルビンユダヤ人についての研究が盛んとなった。2002年、イスラエル人のダン・ベン・カナーン教授は黒龍江省社会科学院によって、21世紀にハルビンに定住した最初のユダヤ人として認定され、同年には中国・イスラエル研究センターが設立。カナーンによってハルビンのユダヤ人コミュニティに関する映像作品なども作られ、2003年、中国・イスラエル研究センターはエルサレム・ヘブライ大学と関係を結び、ハルビンに住む博士候補生のエルサレム・ヘブライ大学留学を促進するプロジェクトなど、積極的な交流が行われた。2004年、イスラエル元首相エフード・オルメルトはイスラエルの代表団とともにハルビンを訪れ、祖父の墓参りを行った。
2006年8月15日、国務院はハルビン市政府が一部の行政区画を調整することを承認した。動力区・香坊区が合併し、香坊区を新設し、阿城市の一部が道外区に編入し、阿城市の残部が区制施行し、阿城区となった。調整後、松北区、道裏区、南崗区、平房区、香坊区、道外区、呼蘭区、阿城区の8つの区、延寿県、方正県、賓県、巴彦県、木蘭県、通河県、依蘭県の7つの県、尚志市、五常市、双城市など3つの県級市がハルビンの管理下に置かれた。全市の面積はこれにより53,068平方キロメートルになり、そのうち都市部の面積は7086平方キロメートルになった。調整時点で都市部の人口は464万2400人だった。
2014年1月19日、ハルビン駅近くに朝鮮の独立運動家で伊藤博文を暗殺した安重根を称える記念館が建設された。記念館の建設を提案したのは韓国の朴槿恵大統領で、2013年6月に中国を訪問した際、中国共産党総書記の習近平と会談した際に、提案を行った。その後、中国は記念館の建設作業を開始。2014年1月19日に除幕式が行われた。一方、日本側はすぐに記念館の建設をめぐって中国に抗議した。
2020年、中央大街改修と補強に総額17億元が投資され、「西洋風の通り」を作ることが目指された。中央大街とその脇道にある合計43棟の西洋風の歴史的建造物は、地元政府と建築、歴史、観光など幅広い分野の専門家たちとの協議を経て、塗装工事・修繕された。中央大街の中心、1918年に竣工したバロック様式の松浦洋行ビルは、新華書店やハルビン観光サービスセンターなど他の用途に長い間再利用されていたが、2020年の投資から、「松浦対外商会」と改名され観光客をターゲットにした洋風レストランとして再オープンした。ビルの外側には、「松浦西餐1918」、「松浦を味わい、前世紀を懐かしむ（品松浦、憶百年）」というスローガンが掲げられており、ロシアへの郷愁が見て取れる。
これ以外でも2009年には、ロシアが建設した聖ニコラス大聖堂とハルビン駅が再建され、テーマリゾート「ヴォルガ・マナー」の一部として大聖堂の正確なレプリカが完成するなどした。このように前述の日本への対応と比べると、ハルビンの中国人はロシアには好印象を抱いていることが分かる。
2024年5月17日、ロシアのプーチン大統領がハルビンに到着し、中国の習近平国家主席と共に中露企業が出展する「中露博覧会」の開幕式や地域間協力フォーラムに参加した。また同日プーチンはソ連対日参戦の際のソ連兵の記念碑に献花した。

### 事件
1985年8月18日、八・一八松花江客船沈没事故が発生。238人の乗客の内、171人（大人128人、子ども43人）が死亡した。
1987年から1988年かけては、警察官とその家族を狙う連続的な殺人事件、呼蘭区警察殺人事件が発生。計10人が死亡する大事件となったが、2022年時点で未解決事件となっている。
2004年と2005年にかけては、通河県で2件の少年刑事事件が発生した。両方とも加害者・被害者は同じで加害者が住む村にいる少女に性的暴行を加えていた。しかし、判決は9021元の慰謝料の支払いのみであった。しかし、翌年に、加害者は被害者の母親をナイフで19回刺し、殺害し強制労働の刑罰を受けることとなった。
同年9月2日、延寿県内の拘置所から囚人3人が看守を殺害し、銃を持って逃走した事件が発生した（2014年ハルビン囚人脱獄事件）。しかし数日のうちに3人とも逮捕され、2015年に2人に死刑、1人に無期刑が求刑された。
2015年1月2日には道外で大規模な火災が発生（ハルビン市道外区1月2日火災事故）。11階建てビルが倒壊し、消防士5人が犠牲となり、13人の消防士と1人のガードマンが負傷し、火災は20時間も続いた。2015年1月4日、中華人民共和国公安部政治部は今回の事故で犠牲になった5名の消防士を「烈士」と認定し、献身国防記念金メダルを授与、弔慰金として20,000元を支給した。

### インフラ
2005年からハルビン地下鉄の開発がスタート。2013年9月26日にはハルビン地下鉄1号線が、2017年1月26日からハルビン地下鉄3号線の一部が、2021年9月19日にはハルビン地下鉄2号線が開業した。2019年4月10日、新疆大街駅が開通。1号線の駅の1つとなった。2021年9月19日、2号線の駅の1つとして江北大学城駅と気象台駅が開業した。2021年11月26日、3号線で二期区間南環区間（医大二院駅 - 太平橋駅、 体育公園駅- 城郷路駅）が開業。2023年9月29日、同じく3号線で二期区間北環区間の一部（太平橋駅 - 中華巴洛克街区駅）が開業、同年12月26日同線で中華巴洛克街区駅〜北馬路駅が開通、北馬路駅が開業した。